# Portret Arnolfinijevih
Portret Arnolfinijevih (Giovanni Arnolfini sa ženom) je slika Jana van Eycka iz 1434. godine; jedan od najranijih portreta u europskom slikarstvu (Sjevernoeuropska renesansna umjetnost); u mnogočemu inovativna slika koja se smatra najboljim djelom tadašnje Europe; pored Gentskog oltara, najstarija slika uljenim bojama.

## Povijest
Sliku je kupila Državna galerija u Londonu 1882. godine.
Za ovu sliku se dugo vjerovalo kako je bračni portret Giovannia di Arrigo Arnolfinija i njegove žene Giovanne Cenami u flamanskoj spavaćoj sobi, no 1997. godine ustanovljeno je kako su se oni vjenčali tek 1447. god., trinaest godina nakon što je slika naslikana i 6 godina poslije smrti van Eycka. Danas se vjeruje kako su na slici Giovanni di Arrigov rođak Giovanni di Nicolao Arnolfini i njegova žena. Giovanni di Nicolao Arnolfini je bio talijanski trgovac rodom iz Lucce koji je stanovao u Brugesu od 1419. On se kasnije našao i na drugom portretu Van Eycka u Berlinu, što navodi na ideju kako je bio prijatelj umjetnika. 
Umjetnik David Hockney i fizičar Charles M. Falco su iznijeli teoriju kako je Van Eyck vjerojatno pri slikanju nekih detalja slike koristio optičke uređaje kao što je camera obscura. Danas je to poznato kao Hockney–Falco teza.

## Odlike
Na slici je naslikan par koji se u formalnoj pozi drži za ruke u spavaćoj sobi. Po njihovoj odjeći koja je iznimno prikazana, te se može prepoznati svaki individualni materijal (krzno, tkanina, zlatni i kožni detalji) odaje se bogatstvo subjekata. Dva para obuće ispred njih simbolično označavaju kako je njihova spavaća soba za njih ujedno i sveti prostor, ali i njihov dom gdje namjeravaju ostati. Na slici je prikazano više natuknica ženine trudnoće, kao što je njeno držanje draperije na stomaku, voćke na ormariću i prozoru kao simboli plodnosti i mala drvena skulptura na stražnjoj strani stolice pored kreveta koja predstavlja Svetu Margaretu, zaštitnicu trudnica.  Pas u prvom plan zasigurno simbolizira vjernost, ali ima i erotske konotacije. 
Kao i kod slika Roberta Campina, svaki detalj ima neko kršćansko značenje. Jedna jedina svijeća koja gori u lusteru označava Kristovu prisutnost, ali predstavlja i svijeću koju mlada donosi u bračnu sobu. Kada se brak konzumira, svijeća se ugasi.
Najzanimljiviji detalj na slici je konveksno ogledalo na stražnjem zidu. Ono je okruženo s 10 malih krugova u kojima je naslikan Križni put. U ogledalu se zrcale portretirane figure s leđa, ali i grupa svjedoka koja stoji ispred njih. Jedan od likova je zasigurno sam slikar čime je dvostruko obilježio svoje prisustvo, u odrazu, ali i potpisom iznad ogledala. Potpis navodi: "Johannes de eyck fuit hic," ili "Jan van Eyck je bio ovdje," s godinom, 1434. Njegov potpis podsjeća na staru paralelu između Boga, kao tvorca svemira, i umjetnika koji kao smrtnik samo kopira božje stvaranje kroz umjetnička djela.